# Erzbistum Paraná
Das Erzbistum Paraná (lateinisch Archidioecesis Paranensis, spanisch Arquidiócesis de Paraná) ist eine in Argentinien gelegene römisch-katholische Erzdiözese mit Sitz in Paraná in der Provinz Entre Ríos.

## Geschichte
Das Bistum Paraná wurde am 13. Juni 1859 durch Papst Pius IX. mit der Päpstlichen Bulle Vel a primis aus Gebietsabtretungen des Bistums Buenos Aires errichtet und dem Erzbistum La Plata o Charcas als Suffraganbistum unterstellt. Am 5. März 1866 wurde das Bistum Paraná dem Erzbistum Buenos Aires als Suffraganbistum unterstellt. Am 15. Februar 1897 gab das Bistum Paraná Teile seines Territoriums zur Gründung des Bistums Santa Fe ab. Eine weitere Gebietsabtretung erfolgte am 21. Januar 1910 zur Gründung des Bistums Corrientes.
Am 20. April 1934 wurde das Bistum Paraná durch Papst Pius XI. zum Erzbistum erhoben. Das Erzbistum Paraná gab am 11. Februar 1957 Teile seines Territoriums zur Gründung des Bistums Gualeguaychú ab. Eine weitere Gebietsabtretung erfolgte am 10. April 1961 zur Gründung des Bistums Concordia.

## Bischöfe von Paraná

### Bischöfe
- Luis José Gabriel Segura y Cubas, 1859–1862
- José María Gelabert y Crespo, 1865–1897
- Rudesindo de la Lastra y Gordillo, 1898–1908
- Abel Juan Bazán y Bustos, 1910–1926
- Julián Pedro Martínez, 1927–1934

### Erzbischöfe
- Zenobio Lorenzo Guilland, 1934–1962
- Adolfo Tortolo, 1962–1986
- Estanislao Esteban Kardinal Karlic, 1986–2003
- Mario Luis Bautista Maulión, 2003–2010
- Juan Alberto Puiggari, 2010–2025
- Raúl Martín, seit 2025